# Kishidaia
Kishidaia is een geslacht van spinnen uit de familie bodemjachtspinnen (Gnaphosidae).

## Soorten
De volgende soorten zijn bij het geslacht ingedeeld:
- Kishidaia albimaculata (Saito, 1934)
- Kishidaia conspicua (L. Koch, 1866)
  - Kishidaia conspicua concolor (Caporiacco, 1951)
- Kishidaia coreana (Paik, 1992)
- Kishidaia xinping Song, Zhu & Zhang, 2004